# بورنهولم
بورنهولم (بالإنجليزية: Bornholm)‏ هي جزيرة دنماركية تقع في بحر البلطيق. يبلغ عدد سكانها 41,303 نسمة (بكثافة 70.2 شخص لكل كيلومتر مربع) وذلك حسب إحصائيات سنة 2012. يبلغ ارتفاعها عن سطح البحر قرابة 162 متر. تبلغ مساحتها 588 كم².

## المناخ
يظهر الجدول التالي التغييرات المناخية على مدار السنة لبورنهولم:
| البيانات المناخية لـبورنهولم            | البيانات المناخية لـبورنهولم | البيانات المناخية لـبورنهولم | البيانات المناخية لـبورنهولم | البيانات المناخية لـبورنهولم | البيانات المناخية لـبورنهولم | البيانات المناخية لـبورنهولم | البيانات المناخية لـبورنهولم | البيانات المناخية لـبورنهولم | البيانات المناخية لـبورنهولم | البيانات المناخية لـبورنهولم | البيانات المناخية لـبورنهولم | البيانات المناخية لـبورنهولم | البيانات المناخية لـبورنهولم |
| الشهر                                   | يناير                        | فبراير                       | مارس                         | أبريل                        | مايو                         | يونيو                        | يوليو                        | أغسطس                        | سبتمبر                       | أكتوبر                       | نوفمبر                       | ديسمبر                       | المعدل السنوي                |
| --------------------------------------- | ---------------------------- | ---------------------------- | ---------------------------- | ---------------------------- | ---------------------------- | ---------------------------- | ---------------------------- | ---------------------------- | ---------------------------- | ---------------------------- | ---------------------------- | ---------------------------- | ---------------------------- |
| الدرجة القصوى °م (°ف)                   | 8.9 (48.0)                   | 9.7 (49.5)                   | 15.1 (59.2)                  | 26.6 (79.9)                  | 27.2 (81.0)                  | 31.7 (89.1)                  | 31.9 (89.4)                  | 32.0 (89.6)                  | 27.9 (82.2)                  | 20.2 (68.4)                  | 15.7 (60.3)                  | 11.0 (51.8)                  | 32.0 (89.6)                  |
| متوسط درجة الحرارة الكبرى °م (°ف)       | 2.7 (36.9)                   | 2.4 (36.3)                   | 4.5 (40.1)                   | 8.9 (48.0)                   | 14.5 (58.1)                  | 17.9 (64.2)                  | 20.1 (68.2)                  | 20.5 (68.9)                  | 16.4 (61.5)                  | 11.9 (53.4)                  | 7.3 (45.1)                   | 4.4 (39.9)                   | 10.9 (51.6)                  |
| المتوسط اليومي °م (°ف)                  | 0.9 (33.6)                   | 0.4 (32.7)                   | 2.1 (35.8)                   | 5.5 (41.9)                   | 10.5 (50.9)                  | 14.3 (57.7)                  | 16.8 (62.2)                  | 17.0 (62.6)                  | 13.4 (56.1)                  | 9.5 (49.1)                   | 5.4 (41.7)                   | 2.6 (36.7)                   | 8.2 (46.8)                   |
| متوسط درجة الحرارة الصغرى °م (°ف)       | −1.1 (30.0)                  | −1.7 (28.9)                  | −0.4 (31.3)                  | 2.1 (35.8)                   | 6.6 (43.9)                   | 10.7 (51.3)                  | 13.3 (55.9)                  | 13.4 (56.1)                  | 10.5 (50.9)                  | 6.9 (44.4)                   | 3.2 (37.8)                   | 0.5 (32.9)                   | 5.3 (41.5)                   |
| أدنى درجة حرارة °م (°ف)                 | −15.7 (3.7)                  | −17.7 (0.1)                  | −16.1 (3.0)                  | −7.0 (19.4)                  | −3.0 (26.6)                  | −0.2 (31.6)                  | 4.0 (39.2)                   | 5.4 (41.7)                   | −0.2 (31.6)                  | −5.7 (21.7)                  | −10.1 (13.8)                 | −14.1 (6.6)                  | −17.7 (0.1)                  |
| الهطول مم (إنش)                         | 40.2 (1.58)                  | 22.8 (0.90)                  | 30.6 (1.20)                  | 30.2 (1.19)                  | 31.9 (1.26)                  | 44.2 (1.74)                  | 47.1 (1.85)                  | 41.4 (1.63)                  | 55.5 (2.19)                  | 50.2 (1.98)                  | 52.1 (2.05)                  | 42.4 (1.67)                  | 488.7 (19.24)                |
| متوسط أيام هطول الأمطار (≥ 0.1 mm)      | 16.5                         | 12.9                         | 13.7                         | 11.2                         | 10.0                         | 11.0                         | 10.6                         | 10.8                         | 13.2                         | 14.5                         | 16.7                         | 16.1                         | 157.3                        |
| متوسط الأيام المثلجة                    | 5.6                          | 5.3                          | 4.0                          | 0.9                          | 0.1                          | 0.0                          | 0.0                          | 0.0                          | 0.0                          | 0.0                          | 1.8                          | 3.4                          | 21.2                         |
| ساعات سطوع الشمس الشهرية                | 35                           | 53                           | 112                          | 190                          | 284                          | 266                          | 276                          | 252                          | 155                          | 102                          | 46                           | 31                           | 1٬809                        |
| المصدر: Danish Meteorological Institute |                              |                              |                              |                              |                              |                              |                              |                              |                              |                              |                              |                              |                              |

## توأمة
لبورنهولم اتفاقيات توأمة مع كل من:
- فولغاست
- Sölvesborg Municipality [الإنجليزية]‏
- Simrishamn Municipality [الإنجليزية]‏

## أعلام
- ميشال بيتر آنشر
- ألان كون
- ماغنوس كورت نيلسن
- بيتر بيتر
- ماثياس كريستيانسن